# Кучлуг Більге-каган
Кучлуг Більге-каган (д/н — 824) — 10-й каган уйгурів у 821—824 роках.

## Життєпис
Походив з династії Едіз. Старший син Баої-кагана. Уйгурське ім'я невідоме, а в китайських джерелах значиться як Чунде (Вшановуючий чесноти). 821 року після смерті батька посів трон, прийнявши ім'я Гюн Тенгріде Улуг-Болміш Кучлуг Більге-каган («Помазаний Богом Сонця, потужний, мудрий каган»). Від танського імператора Му-цзуна отримав титул Денлоюмеймішіцзючжупігачунде-кехань.
Того ж року каган відправив великого зовнішнього буюруку Інаньчжу до імператора для сватання танської принцеси. Це посольство відоме як найбільш з тих, що відправляли кочові правителі до Китаю. Воно складалося з 2 тис. осіб, 20 тис. коней, 1400 верблюдів. Посольство затримали в Тайюані, а в столицю допустили тільки 500 осіб. Було домовлено, що Тайхе — сестра Му-цзуна — стане дружиною кагана.
Натомість Кучлуг Більге-каган відправив 10-тисячне військо на допомогу танській армії у війні проти тибетського імператора Ралпачана, завдяки чому 822 року було припинено тансько-тибетську війну. Також відправив 3 тис. кінноти для допомоги імператорові у придушенні нового повстання прикордонних цзєдуши, але їх в Ордосі зустріли імператорські чиновники, нагородили подарунками та закликали повертатися до себе.
Разом з тим спроби самого кагана здолати киргизького кагана Ажо виявилися невдалими. Помер Кучлуг Більге-каган 824 року. Йому спадкував другий брат Касар-каган.